# Psychotria aurea
Psychotria aurea är en måreväxtart som beskrevs av Carl Karl Adolf Georg Lauterbach. Psychotria aurea ingår i släktet Psychotria och familjen måreväxter. Inga underarter finns listade i Catalogue of Life.